# Село имени Кирова (Чуйская область)
Имени Кирова (кирг. Киров) — село в Панфиловском районе Чуйской области Кыргызстана. Входит в состав Кюрпюльдекского айылного аймака.

## География
Село расположено в западной части области, к северу от Большого Чуйского канала, на расстоянии приблизительно 5 километров (по прямой) к северо-западу от города Каинды, административного центра района. Абсолютная высота — 687 метров над уровнем моря.

## Население
Согласно оценочным данным Национального статистического комитета Кыргызской Республики, численность населения села на начало 2023 года составляла 1129 человек.
| год     | 2009 | 2014 | 2015 | 2020 | 2021 | 2023 |
| ------- | ---- | ---- | ---- | ---- | ---- | ---- |
| человек | 949  | 1000 | 1015 | 1112 | 1118 | 1129 |